# 雷蒙娜·伯切爾
雷蒙娜·伯切爾（英語：Remona Burchell，1991年9月15日—），牙買加田徑運動員，她代表牙買加隊參加了日本舉行的2020年夏季奧林匹克運動會，並且在女子4×100米接力比賽上獲得金牌。